# Vogelkirsche (Berg)
Der Vogelkirsche ist mit 166,6 m ü. NHN die höchste Erhebung der Feldberger Seenlandschaft.
Der „Berg“ befindet sich in einem Waldgebiet zwei Kilometer nördlich der Ortschaft Schlicht im Gemeindegebiet Feldberger Seenlandschaft im Waldgebiet Lichtenberger Buchen. Die Erhebung liegt im Naturschutzgebiet Feldberger Hütte. Die Anhöhe ist eine aus der Pommern-Phase der Weichsel-Kaltzeit stammende Endmoräne.